# Sterk verhaal
Een sterk verhaal is een verhaal dat voor waar wordt verteld, maar waarvan de inhoud zodanig onwaarschijnlijk is dat het niet waar kan zijn. Het verschil met een broodjeaapverhaal is dat niemand het sterke verhaal serieus neemt, terwijl de broodjes aap vaak grif aftrek vinden, zelfs nadat ze ontkracht zijn. Een sterk verhaal wordt dan ook meer ter vermaak verteld dan om opportunistische of zelfs malicieuze redenen. De verteller verwacht niet dat het verhaal geloofd wordt, al zal hij dat niet altijd laten blijken, en de constatering dat het een sterk verhaal betreft verontwaardigd van de hand wijzen.
Als literair genre heeft het sterke verhaal enige aanhang, bijvoorbeeld in de verhalen van de Baron von Münchhausen, beroemd om zijn rit op een kanonskogel en de reizen van Sinbad de zeeman, maar ook Candide ou l'Optimisme kan als verzameling sterke verhalen worden opgevat. Modernere versies van het genre zijn de kroegverhalen van Simon Carmiggelt en de Käpt'n Blaubär verhalen van Walter Moers.
Met name in de jacht en de sportvisserij is het vertellen van sterke verhalen een geliefde bezigheid, waarbij de buit meestal groter wordt naarmate de avond vordert. Men spreekt dan van jagers- of visserslatijn. In Duitsland wordt het sterke verhaal meer met de scheepvaart in verband gebracht en wordt Seemannsgarn (zeemansgaren) genoemd.